# Анджело Ді Лівіо
Анджело Ді Лівіо (італ. Angelo Di Livio, * 26 липня 1966, Рим) — колишній італійський футболіст, півзахисник. По завершенні ігрової кар'єри — футбольний тренер.
Як гравець насамперед відомий виступами за клуби «Ювентус» та «Фіорентина», а також національну збірну Італії.
Триразовий чемпіон Італії. Дворазовий володар Кубка Італії. Дворазовий володар Суперкубка Італії з футболу. Переможець Ліги чемпіонів УЄФА. Володар Суперкубка УЄФА. Володар Міжконтинентального кубка.

## Клубна кар'єра
Вихованець футбольної школи клубу «Рома». Дорослу футбольну кар'єру розпочав 1984 року в основній команді того ж клубу, у складі якої, втім, в офіційних матчах чемпіонату на поле не виходив. Натомість з 1985 по 1988 рік грав на умовах оренди у складі команд клубів «Реджяна», «Ночеріна» та «Перуджа».
1988 року «Перуджа» викупила трансфер гравця, однак вже за рік він перейшов до «Падови», у складі якої відіграв протягом майже 4 сезонів.
Своєю грою за останню команду привернув увагу представників тренерського штабу клубу «Ювентус», до складу якого приєднався 1993 року. Відіграв за «стару синьйору» наступні шість сезонів своєї ігрової кар'єри. Більшість часу, проведеного у складі «Ювентуса», був основним гравцем команди. За цей час тричі виборював титул чемпіона Італії, ставав володарем Кубка Італії, переможцем Ліги чемпіонів УЄФА, володарем Суперкубка УЄФА, володарем Міжконтинентального кубка.
1999 року перейшов до клубу «Фіорентина», за який відіграв 6 сезонів. Граючи у складі «Фіорентини» також здебільшого виходив на поле в основному складі команди. За цей час додав до переліку своїх трофеїв ще один титул володаря Кубка Італії. Завершив професійну кар'єру футболіста виступами за команду «Фіорентина» у 2005 році.

## Виступи за збірну
1995 року уперше вийшов на поле в офіційних матчах у складі національної збірної Італії. Протягом кар'єри у національній команді, яка тривала 8 років, провів у формі головної команди країни 40 матчів. У складі збірної був учасником чемпіонату Європи 1996 року в Англії, чемпіонату світу 1998 року у Франції, чемпіонату Європи 2000 року у Бельгії та Нідерландах, де разом з командою здобув «срібло», чемпіонату світу 2002 року в Японії і Південній Кореї.

## Кар'єра тренера
Розпочав тренерську кар'єру невдовзі по завершенні кар'єри гравця, 2006 року як тренер молодіжної команди клубу «Рома».
Наразі останнім місцем тренерської роботи була національна збірна Італії, в якій Анджело Ді Лівіо був одним з тренерів до 2010 року.

## Статистика виступів

### Статистика клубних виступів
| Сезон          | Команда           | Ліга | Ігор | Голів |
| 1984–85        | «Рома»            | A    | 0    | 0     |
| 1985–86        | «Реджяна»         | C1   | 13   | 0     |
| 1986–87        | «Ночеріна»        | C1   | 31   | 1     |
| 1987–88        | «Перуджа»         | C2   | 34   | 3     |
| 1988–89        | «Перуджа»         | C1   | 33   | 1     |
| сер.-жов. 1989 | «Перуджа»         | C1   | 5    | 0     |
| жов. 1989–90   | «Падова»          | B    | 29   | 2     |
| 1990–91        | «Падова»          | B    | 36   | 3     |
| 1991–92        | «Падова»          | B    | 36   | 3     |
| 1992–93        | «Падова»          | B    | 37   | 5     |
| 1993–94        | «Ювентус»         | A    | 33   | 0     |
| 1994–95        | «Ювентус»         | A    | 27   | 1     |
| 1995–96        | «Ювентус»         | A    | 32   | 0     |
| 1996–97        | «Ювентус»         | A    | 31   | 1     |
| 1997–98        | «Ювентус»         | A    | 30   | 0     |
| 1998–99        | «Ювентус»         | A    | 33   | 1     |
| 1999–00        | «Фіорентина»      | A    | 30   | 2     |
| 2000–01        | «Фіорентина»      | A    | 33   | 1     |
| 2001–02        | «Фіорентина»      | A    | 32   | 1     |
| 2002–03        | «Флорентіа Віола» | C2   | 21   | 0     |
| 2003–04        | «Фіорентина»      | B    | 41   | 4     |
| 2004–05        | «Фіорентина»      | A    | 12   | 0     |

## Титули і досягнення
- Чемпіон Італії (3):

«Ювентус»: 1994–95, 1996–97, 1997–98
- Володар Кубка Італії (2):

«Ювентус»: 1994–95
«Фіорентіна»: 2000–01
- Володар Суперкубка Італії з футболу (2):

«Ювентус»: 1995, 1997
- Переможець Ліги чемпіонів УЄФА (1):

«Ювентус»: 1995–96
- Володар Суперкубка УЄФА (1):

«Ювентус»: 1996
- Володар Міжконтинентального кубка (1):

«Ювентус»: 1996
- Віце-чемпіон Європи: 2000